# Манекен в движении
«Манекен 2: В движении» (англ. Mannequin Two: On the Move) — художественный фильм, романтическая комедия режиссёра Стюарта Рэффилла. Сиквел фильма «Манекен» (1987).

## Сюжет
Молодой работник универмага влюбляется в женский манекен, который оказывается заколдованной принцессой. Каждый раз когда юноша (и только он) снимает с манекена ожерелье, тот оживает.

## В ролях
- Кристи Суонсон — Джесси
- Уильям Рэгсдэйл — Джейсон Уильямсон / принц Уильям
- Мешак Тейлор — Голливуд Монтроуз / привратник
- Терри Кайзер — граф Гюнтер Спретцль / колдун
- Стюарт Пэнкин — мистер Джеймс
- Синтия Харрис — миссис Уильямсон / королева

## Критика
Фильм получил негативные отзывы зрителей и провалился в прокате, собрав всего 4 миллиона долларов при бюджете в 13 миллионов. Рейтинг фильма на сайте Rotten Tomatoes — 13 %.
Критики отрицательно отзывались о фильме, даже называя его одним из «худших когда-либо снятых сиквелов»